# فهربلین
فهربلین (به آلمانی: Fehrbellin) یک شهر در آلمان است که در اوست‌پریگنیتس-روپین واقع شده‌است. فهربلین ۸٬۶۰۶ نفر جمعیت دارد.

## خواهرخوانده
شهر دولمن خواهرخواندهٔ فهربلین هست.